# بو بروس
لیدی کاترین آنا برودنل-بروس (به انگلیسی: Lady Catherine Anna Brudenell-Bruce) شناخته شده با نام بو بروس (به انگلیسی: Bo Bruce)، خواننده و ترانه‌سرا انگلیسی می‌باشد که با مرکوری رکوردز قرارداد بسته است.